# Capiz-Muschel
Die Capiz-Muschel (Placuna placenta) ist eine im Indischen Ozean vom Golf von Aden bis Indien und im Chinesischen Meer verbreitete Muschel. Sie hat vor allem wegen ihrer lichtdurchlässigen Schale wirtschaftliche Bedeutung. Sie trägt ihren Namen nach der Provinz Capiz (Filipino: Kapis) auf der Insel Panay, die zum Inselstaat der Philippinen gehört.

## Merkmale
Das stark abgeflachte, annähernd runde Gehäuse mit einem unregelmäßig geformten Rand und einem kurzen, geraden Schlossrand weist einen Durchmesser von 5 bis max. 18 cm auf, gewöhnlich um 10 cm. Der dorsale Rand kann manchmal leicht nach vorne und nach hinten überstehen. Die linke Gehäuseklappe der Capiz-Muschel ist flach bis leicht konvex, die rechte Gehäuseklappe leicht konkav. Die Muschelschale wird bis zu 1 mm dick; sie ist mehr oder weniger durchscheinend und stumpf weiß. Sie besteht aus Calciumcarbonat in einer Matrix aus organischem Material. Das Calciumcarbonat liegt in der Mineralmodifikation Calcit vor. Die Gehäuseaußenseite ist annähernd glatt, sie zeigt lediglich zahlreiche, sehr feine, radial verlaufende Lirae. Die meist ebenfalls sehr feinen konzentrischen Anwachsstreifen können feine bis kräftige, dachziegelartig gelagerte Runzeln bilden. Das externe Ligament bildet ein enges Band auf beiden Seiten des Wirbels. Das interne Ligament bildet eine v-förmige Struktur, wobei der hintere Ast deutlich länger ist als der vordere Ast. Eine Palliallinie fehlt. Es ist quasi nur noch ein zentraler, annähernd runder Schließmuskel vorhanden, sowie ein sehr kleiner, zwischen den bei Ästen des internen Ligaments ansetzender vorderer Fußretraktormuskel. Der hintere linke Fußretraktormuskel sitzt innerhalb des großen Schließmuskels. Unterhalb des oberen Randes auf der rechten Klappe ist das zugesetzte, sehr kleine, ehemalige Byssusloch zu erkennen. Die Gehäuseinnenseite ist glatt und glänzend perlmuttfarben, mit schwachen, radial verlaufenden Linien. Lediglich der vordere und hintere rückenwärtige Innenrand ist oft aufgeraut.

## Geographische Verbreitung und Lebensraum
Die Capiz-Muschel ist im Indischen Ozean vom Golf von Aden bis Indien und im Chinesischen Meer verbreitet. Sie ist auch in den tropisch-warmen Küstengewässern der philippinischen Inselwelt vor allem in der namengebenden Provinz Capiz zu finden. Sie ist dort meist in einer Tiefe von etwa 3 bis 20 m, selten bis 100 m zu finden.

## Lebensweise
Die Capiz-Muschel ist getrenntgeschlechtlich. Spermien und Eier werden in das offene Wasser abgegeben, wo dann die Befruchtung stattfindet. Die Eier messen 56 ± 5 µm im Durchmesser. Nach Beobachtungen im Labor beträgt die Embryonalphase nur etwa 6 Stunden (bei 27° und 33 Promille Salzgehalt). Die ersten kriechenden Pediveliger erschienen am 9. Tag, die Metamorphose war nach 14 Tagen abgeschlossen. Ein Byssus und ein Byssusloch wird nur sehr kurz nach der Larvalphase ausgebildet; das Byssusloch wird rasch überwachsen. Die meiste Zeit des Lebens ist weder ein Byssus noch ein Byssusloch vorhanden und das Tier lebt nicht angewachsen auf der Sedimentoberfläche. Sie liegt, nicht angeheftet, flach auf dem Schlamm auf der rechten oder linken Klappe; ohne Präferenz für die eine oder andere Klappe.

## Systematik
Die Gattung Placuna, wurde 1977 zusammen mit der Gattung Placunanomia von der Familie Anomiidae in die Familie Placunidae transferiert. Placunanomia unterscheidet sich aber von der Capiz-Muschel und den anderen Arten der Gattung Placuna durch den Byssalapparat, mit dem sie ihr Leben lang mit dem Substrat verbunden bleibt, während Placuna nur in einem kurzen Lebensabschnitt nach dem Larvenstadium eine sessile Lebensweise führt. Daher umfasst die Familie Placunidae nach heutigem Erkenntnisstand nur die Arten der Gattung Placuna mit der Capiz-Muschel als Typusart. Sie weist eine von den Anomiidae unterschiedliche Schlossbildung auf, zu der ein sekundäres Schlossband zählt.

## Wirtschaftliche Bedeutung

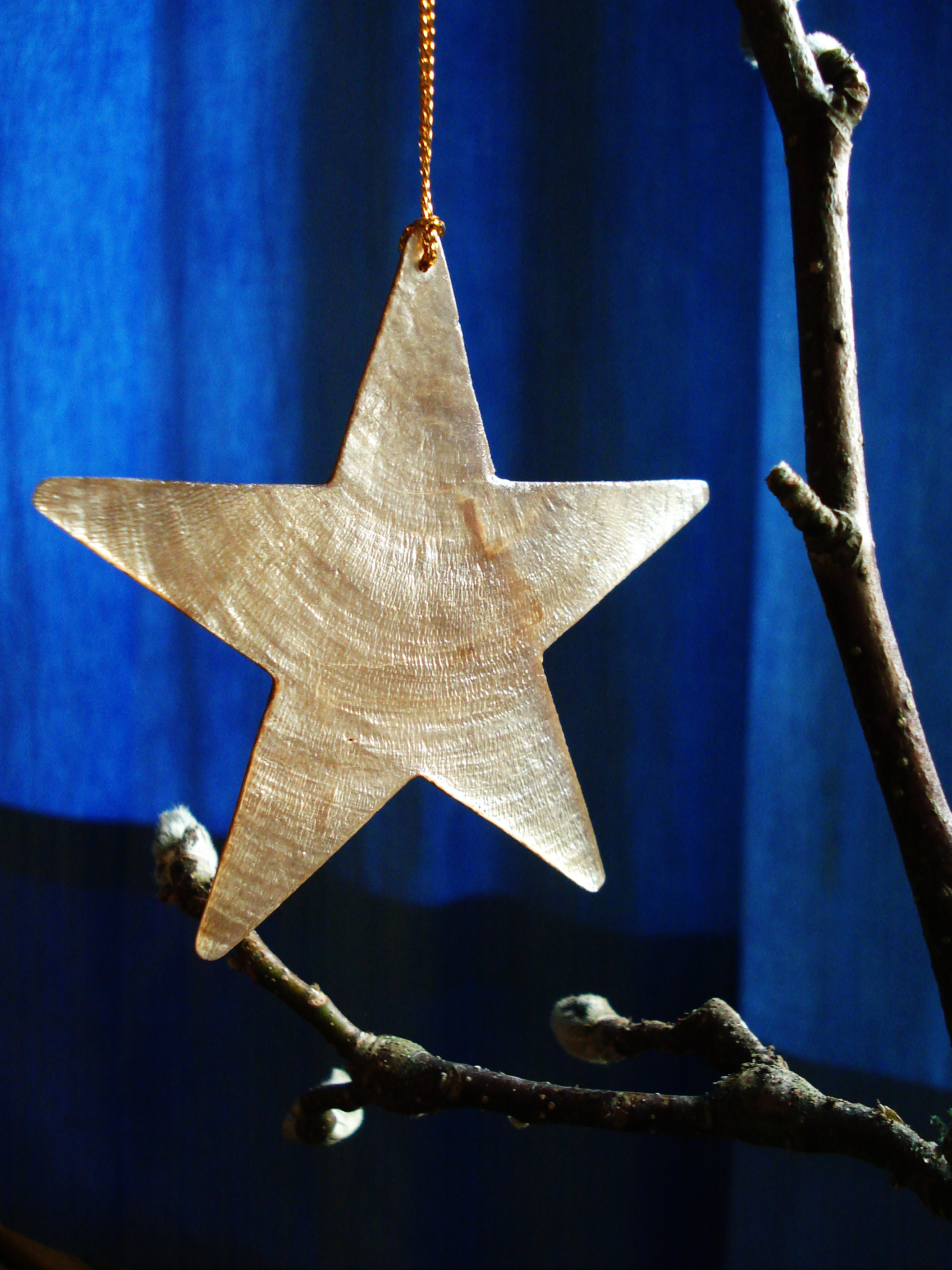
Weihnachtsschmuck aus Capizmuschel

Im 16. Jahrhundert wurden die durchscheinenden Schalen der Capiz-Muscheln von den spanischen Kolonisatoren zur Herstellung von Fensterscheiben genutzt, was den Capiz-Muscheln den Beinamen „Fensterscheiben-Muscheln“ einbrachte. Heute werden die Capiz-Plättchen zur Dekoration von Raumteilern, Täfelungen, Lampenschirmen, Tabletts, Windspielen und Weihnachtsschmuck genutzt. Die Verarbeitung der Capiz-Schalen ist aufwändig: Zuerst wird die transparente Innenseite von der Außenhülle getrennt, vorsichtig gereinigt und poliert. Sie wird dann mit einer Peroxid-Lösung eingeweicht und formbar gemacht, anschließend geglättet, zugeschnitten und bei 200 °C im Ofen ausgehärtet. Zum Schluss wird die Capiz-Scheibe nach Bedarf grundiert und gefärbt und mit einem lebensmittelechten Kunstharzüberzug versehen.
Die Capiz-Muschel kann kleine Perlen ausbilden, die in der pharmazeutischen Industrie Verwendung finden.

## Gefährdung
Die hohe Nachfrage nach Capiz-Muscheln hat in den zurückliegenden Jahrzehnten zu einem deutlichen Raubbau an den Muschelkolonien geführt, so dass die natürlichen Bestände stark zurückgegangen sind. Schutzmaßnahmen auf den Philippinen in Form von Nutzungsbeschränkungen durch die kontrollierte Vergabe staatlicher Erntelizenzen, Schaffung von Schutzzonen und Festlegungen von Mindesterntegrößen waren bisher wenig erfolgreich. Heute wird daher auch eine Bestandsstützung durch Zuchten in Aquakulturen versucht.